# Arga Bileg
Arga Bileg (mongol cyrillique : Арга билэг) est un groupe mongol d'ethno-jazz d'Oulan-Bator, en Mongolie, jouant du jazz et de la musique folklorique mongole et utilisant principalement des instruments acoustiques traditionnels mongols.
Ils réutilisent des airs nationaux mongols.
Ils ont joué à l'Asia Society le 12 octobre 2012.

## Discographie
- Дэв уран сайхны киноны OST (Dev uran saikhiy kinony OST), bande originale de film.
- Mongol — folk art performance, compilation avec les groupes Altan Urag (folk rock), Domog (musique folklorique), Jonon (musique traditionnelle) et Khusugtun
- 2010 — Deelt (Дээлт, déclinaison du nom commun deel, le vêtement traditionnel Mongol).